# Nanna loloana
Nanna loloana – gatunek motyla z rodziny mrocznicowatych i podrodziny niedźwiedziówkowatych.
Gatunek ten opisany został w 1912 roku przez Embrika Stranda jako Phryganopsis loloana. Jako miejsce typowe wskazał on Lolodorf.
Ciało ochrowożółtawe, długości 10-10,5 mm. Rozpiętość skrzydeł 30-33 mm. Przednie skrzydła samca brudnoszarobrązowawe z dwiema czarnymi plamami. Skrzydła tylne tylko części nasadowej i na wierzchu nieco jaśniejsze. Samce mają narządy rozrodcze o dobrze widocznym processus basalis plicae, nie krótszym niż połowa długości walw. Supervalva wyraźnie krótsza niż ala valvae, szpatułkowata.
Motyl afrotropikalny, znany tylko z Kamerunu.